# Mnich (Tatry)

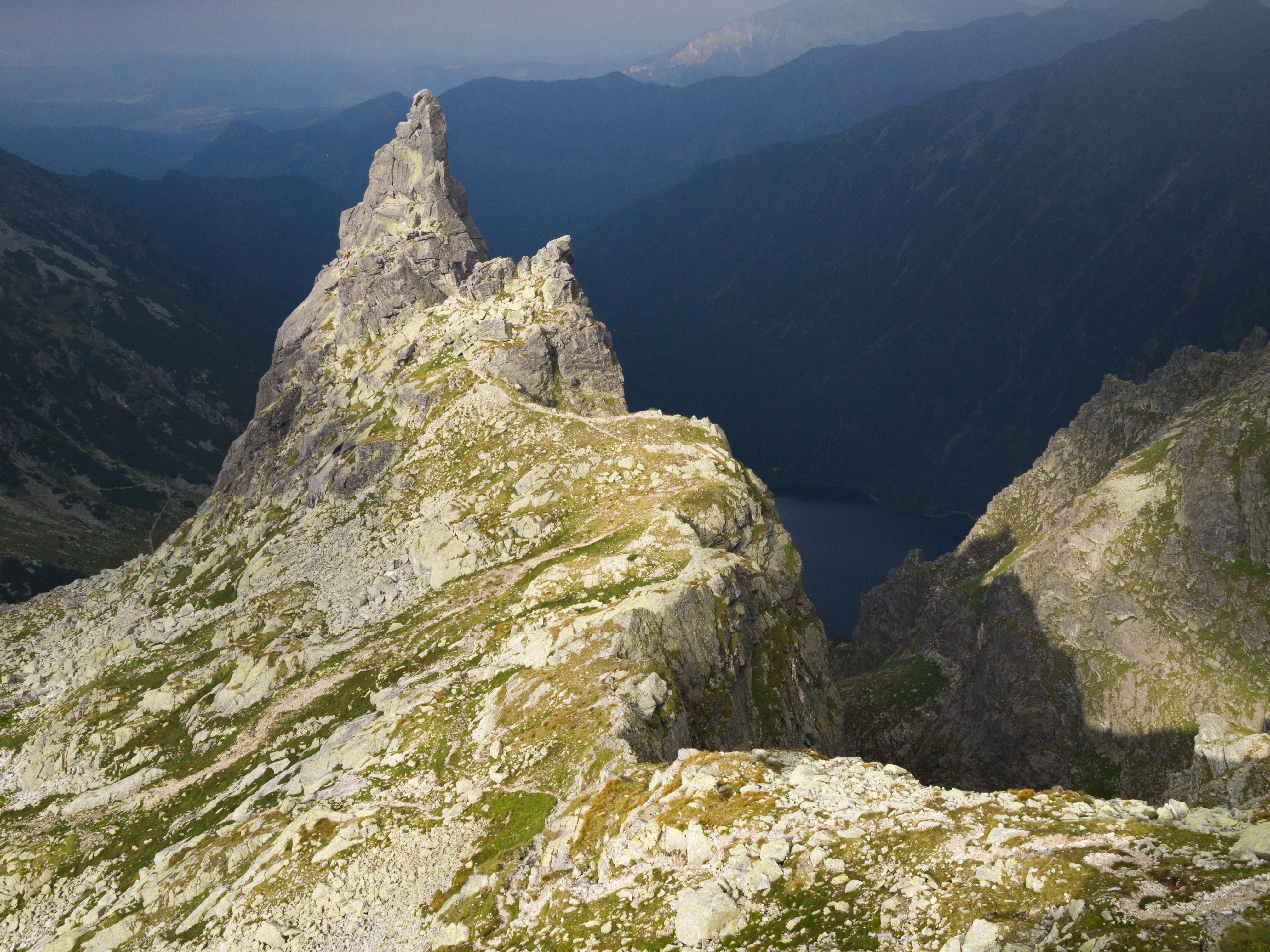
Mnich, Mniszek i Ministrant – widok z Mnichowej Kopy

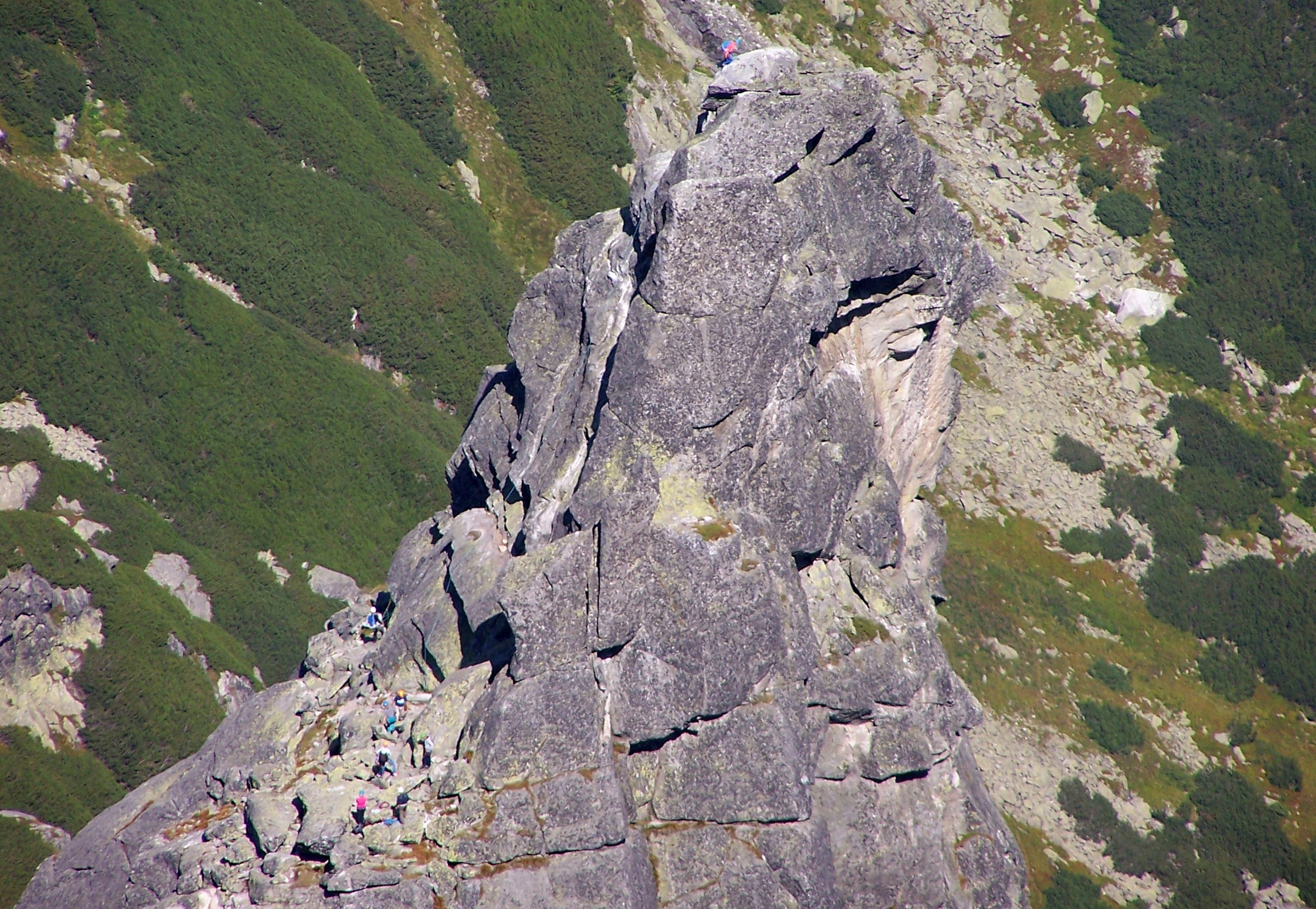
Wschodnia ściana Mnicha

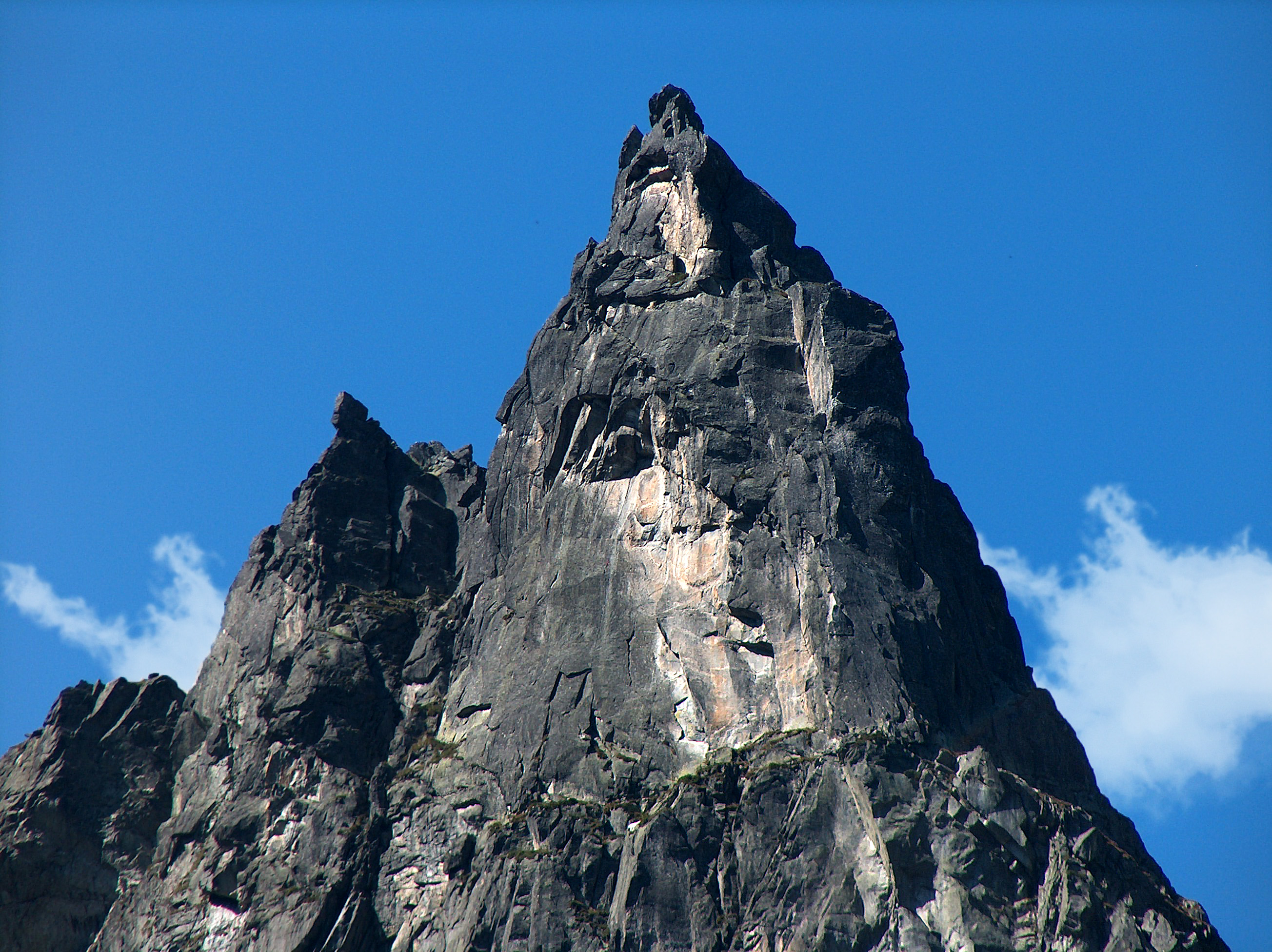
Ściana północno-wschodnia

Mnich (słow. Mních, niem. Mönch, węg. Barát) – szczyt o wysokości 2068 m w polskich Tatrach Wysokich, w Dolinie Rybiego Potoku, powyżej południowo-zachodniego brzegu Morskiego Oka, znad którego wyrasta 675-metrowej wysokości sylwetką. Obok Mięguszowieckich Szczytów stanowi drugi charakterystyczny element otoczenia tego jeziora.
Słynna północno-wschodnia ściana turni, którą prowadzą jedne z najtrudniejszych dróg wspinaczkowych w Tatrach, opada prawie pionowo 260 m. Najłatwiejsza (choć też wspinaczkowa) droga „przez płytę” wiedzie od zachodu od strony Doliny za Mnichem.

## Topografia
Masyw Mnicha położony jest w górnych piętrach Doliny Rybiego Potoku, pomiędzy Doliną za Mnichem od strony północno-wschodniej a Mnichowym Żlebem, oddzielającym go na południowym wschodzie od masywu Cubryny i Mięguszowieckich Szczytów. Składa się z trzech głównych wzniesień: Mnicha, Mniszka (ok. 2045 m) i Ministranta. W ścianach Ministranta znajduje się największy w Tatrach okap, wierzchołek ten widoczny jest natomiast jedynie od strony północno-wschodniej. Z Mnichową Kopą łączy Mnicha ledwo widoczny, trawiasto-piarżysty grzbiet. Od strony zachodniej droga na Mnicha jest łagodniejsza i prowadzi przez skalno-trawiasty taras, Mnichowe Plecy.
Sama turnia ma dwa położone blisko siebie wierzchołki, z których nieco wyższy (główny) jest wierzchołek północno-wschodni utworzony z wielkiego, pochyłego, skalnego bloku. Z bocznego (południowo-zachodniego) wierzchołka na południowy zachód opada skalisty uskok o wysokości kilkunastu metrów. W tej jedynej grani znajduje się Wyżnia Mnichowa Przełączka (ok. 2035 m), oddzielająca Mnicha od Mniszka. Mniszek od Mnichowej Kopy jest z kolei oddzielony Niżnią Mnichową Przełączką (ok. 2025 m) – szerokim siodłem połączonym z Mniszkiem niewyraźnymi garbami skalnymi. Z przełęczy tej opada potężny Żleb pod Mnichem, powstały na linii strefy nieciągłości tektonicznej pomiędzy masywami Mnicha i Cubryną. Ministrant położony jest także w obrębie Niżniej Mnichowej Przełączki.
Za Mnichową Kopą grań Mnicha ginie w Mnichowym Piargu opadającym do Doliny za Mnichem. We wschodniej ścianie Mnicha na wysokości 1900 m znajdują się jaskinie: Studnia w Mnichu, Jaskinia przy Studni w Mnichu, Mnichowy Komin i Studnia przy Mnichowym Kominie.
W okolicach Morskiego Oka znajdują się jeszcze trzy inne szczyty o podobnej nazwie: Zadni Mnich, Żabi Mnich i Roztocki Mnich.

## Historia zdobycia
Pierwszego wejścia na szczyt dokonali dwudziestoletni Jan Gwalbert Pawlikowski i przewodnik Maciej Sieczka w roku 1879 lub 1880. Nie wiemy, jaką drogą tego dokonali. Wiadomo tylko, że posiadali 15 metrów konopnej liny, a całą drogę pokonali boso, zostawiając obuwie pod ścianą. Data ta jest niekiedy uznawana za dzień narodzin polskiego taternictwa, chociaż w tamtych czasach wyczyn ten nie znalazł uznania ani wśród taterników ani wśród szerszej opinii publicznej. Siedem lat później szczyt zdobył Karol Potkański.
Pierwszą kobietą na Mnichu była w 1902 r. warszawianka Wanda Herse, prowadzona przez najwybitniejszego w tych czasach przewodnika Klimka Bachledę, wyposażonego w 12-metrowy sznur strażacki. Pierwsze zimowe wejście należy do Henryka Bednarskiego, Jerzego Cybulskiego, Walerego Goetla, Józefa Lesieckiego, Leona Lorii i Stanisława Zdyba i miało miejsce 6 marca 1910 r.
Początkowo szczyt zdobywano od zachodu, przez wielką podszczytową płytę skalną. Dopiero w 1908 r. Roman Kordys i Gyula Komarnicki pokonali ścianę północno-zachodnią (obecnie uznawaną za klasyczną).
Najtrudniejsza jest droga biegnąca ścianą północno-wschodnią, zwaną również wschodnią, widoczną najlepiej od strony Morskiego Oka. Po raz pierwszy (z obejściem niektórych trudnych miejsc) pokonali ją w 1942 Czesław Łapiński i Kazimierz Paszucha przy użyciu techniki sztucznych ułatwień. Droga ta w całości (m.in. z trudnym wariantem R) została pokonana przy użyciu nitowania (wiercenia w ścianie dodatkowych otworów i osadzania w nich metalowych nitów) w 1955 roku przez Jana Długosza i Andrzeja Pietscha. Jej przejście klasyczne przez Piotra Dawidowicza i Michała Waydę miało miejsce dopiero w 1991 roku. Na początku XXI wieku poprowadzono na Mnichu kolejne, jeszcze trudniejsze drogi, a w 2018 roku miało miejsce przejście solo bez asekuracji całej ściany północno-wschodniej od podstawy do wierzchołka, dokonane przez Mariusza Biedrzyckiego.
Choć początkowo Mnicha uważano za szczyt niedostępny, później za jeden z najtrudniej w Tatrach dostępnych, dziś wśród taterników należy do najpopularniejszych celów wspinaczkowych. Kilka z łatwiejszych dróg (Przez płytę, Klasyczna, Orłowskiego) często pełni funkcję dróg kursowych.
Podczas II wojny światowej, w 1941 roku, hitlerowcy umieścili na widocznej znad Morskiego Oka ścianie Mnicha drewnianą swastykę. Polscy taternicy, Czesław Łapiński i Kazimierz Paszucha, nocą obluzowali mocowanie. Podczas wichury znak mający świadczyć o panowaniu Niemców nad Tatrami spadł.

## Mnich w kulturze
Sylwetka tego szczytu jest charakterystycznym elementem panoramy Tatr Wysokich. Kształtem przypomina postać siedzącego mnicha w kapturze. Z górą tą wiążą się ludowe podania o wędrującym po Tatrach mnichu.
Po raz pierwszy nazwę Mnicha zapisał w 1721 roku Gabriel Rzączyński: (...) Eminent rupes eidem Oculo Maris impendentes, quae a longinquo aspicientibus, Monachum sedentem exprimunt; ideoq; cognomen obtinent Monachi, Mnich Skała idiomate patrio. (...).
W XIX w. szczyt opisywany był przez poetów, m.in. Seweryna Goszczyńskiego, który w „Dzienniku podróży do Tatrów”, opisując wycieczkę odbytą w sierpniu 1832 r. m.in. do Morskiego Oka, zapamiętał „górę skalistą, Mnichem zwaną”: Ma ona w samej rzeczy podobieństwo siedzącego zakonnika z odrzuconym kapturem, a dłuższe wpatrzenie się daje dokładnie rozpoznać twarz, brodę i inne części ludzkiej postawy. Ten sam autor widmo legendarnego mnicha przedstawił następnie w poemacie „Sobótka” (1834). Maciej Bogusz Stęczyński (Tatry w dwudziestu czterech obrazach (...), 1860) z kolei o Mnichu pisał tak (XVII, 67-75):
(...) Mnich, przeraźliwie do nieba od ziemi

Wydźwignął się ponuro grapami brudnemi;

Jest-to skała szczególna, obszerna i tęga,

Zaledwie trzeciej części wyższych skał dosięga;

Jest-to olbrzym dziwaczny, choć postawy mniszéj

nie przybrał podobieństwa w świętobliwéj ciszy,

Stoi sobie – a przez swą szyję i ramiona

Zbliża się podobieństwem do słupów Memnona,

I grozi ci nad głową (...).
Fragment wiersza pt. Mnich Kazimierza Andrzeja Jaworskiego (1928):
Mnich – ale nie cichy braciszek.

Modli się – ale nie z pokorą.

Mgła siwa się nad nim kołysze,

wiatr pod nim ugina bory.
Mnich występował też w filmach. Wejście na Mnicha drogą Długosza i Pietscha zostało ukazane w filmie krótkometrażowym Wariant R w reżyserii Sergiusza Sprudina w marcu 1961 roku. W 1995 r. szczyt „wystąpił” w filmie Prowokator Krzysztofa Langa. W 2008 r. kręcone były tu zdjęcia do filmu Deklaracja nieśmiertelności przedstawiającego sylwetkę Piotra Korczaka, autora wielu przejść na tej górze, będącego jednym z „Kustoszy Mnicha”.
Jako charakterystyczny dla Tatr zarys góry jest symbolem umieszczonym na odznakach przewodników tatrzańskich.